# 一分銀
一分銀（いちぶぎん）は、江戸時代末期に流通した銀貨の一種。

## 概要
計数銀貨としての南鐐二朱銀の成功を受け、天保8年（1837年）に鋳造開始された天保一分銀を嚆矢とする。従来の丁銀や豆板銀が、重量を以て貨幣価値の決まる秤量貨幣（秤量銀貨）だったのに対し、額面が記載された表記貨幣（計数貨幣）であった。 
形状は長方形で、表面には「一分銀」、裏面には「定 銀座 常是」と刻印されている。額面は1分。その貨幣価値は、金貨である一分金と等価とされ、したがって1/4両に相当し、また4朱に相当した。
以前の南鐐二朱銀が「以南鐐八片換小判一兩」と一両小判との交換率を表記していたのに対し、本銀貨は「一分銀」と直接額面が表示されることとなり、ここで江戸時代の計数銀貨としての完成形を見た。
このような名目貨幣は、鎖国の下、幕府による貿易管理と金座・銀座による金銀売買統制によって達成されたとされる。しかし一見成功したかに見えた名目貨幣も後の外圧による金流出によって瓦解することとなった。
一分銀による包銀としては、俗に「切餅」と呼ばれた一分銀100枚による25両包が当時多く作られ、またより少ない枚数による包銀も存在した。

## 天保一分銀
保字金（天保金）の発行後3箇月半後、保字銀（天保銀）および一分の額面をもつ計数銀貨が同日の天保8年11月7日（1837年12月4日）から鋳造が始まり、同12月18日（1838年1月13日）から通用開始された。これが天保一分銀（てんぽういちぶぎん）であり、後の安政一分銀発行後は古一分銀（こいちぶぎん）とも呼ばれた。
純銀に近いものの一両あたりの量目は9.2匁に過ぎず、保字銀の含有銀量を一両あたりに換算した15.6匁にはるかに及ばなかった。これは、幕府の財政難を埋め合わせるための出目（改鋳利益）獲得が目的の名目貨幣（定位貨幣）であった。天保一分銀、および安政一分銀共に発行高は同時期の丁銀をはるかに上回るものとなり、これ以降計数銀貨が流通の主流となった。一分銀発行以降、市場における両単位の貨幣の流通の多くを一分銀が占めたことから、後の開港後における小判流出の元凶となった。これは文政南鐐二朱銀2枚分の量目4.0匁と比較して42.5%の大幅な減量であり、文政南鐐一朱銀4枚分の量目2.8匁に対しても約18%の減量である。銀量の減少と引換にさらに精錬の度合いを上げた花降銀（はなふりぎん）を使用し、勘定所役人らは表面に「花降一分銀（はなふりいちぶぎん）」と表記することを計画したが、水野忠邦の反対に遭い単に「一分銀」と表記し、周囲の額に桜花を20個配置することになった。この桜花のデザインから、「桜」が一分銀の愛称となったという。
裏面の「是」字の八画および九画が交差した交叉是のもので、側面の仕上げが滑らかで桜の花弁が打たれているものが天保一分銀である事が多いが、厳密には周囲の桜花の逆打ちのものの位置から判断することが定着している。
公儀灰吹銀および回収された旧銀から一分銀を吹きたてる場合の銀座の収入である分一銀（ぶいちぎん）は天保一分銀では当初鋳造高の2.5%と設定され、天保14年（1843年）からは1.6%に減額された。また天保14年8月17日（1843年9月10日）に水野忠邦は金座および銀座に金銀の一時吹止めを命じ、一分銀も一時吹止めとなった。鋳造開始から吹止めまでの期間の鋳造高は、『銀座掛御用留』の記録では15,153,802両であり、このとき吹替えにより幕府が得た出目は2,430,000両としている。この一時吹止めは天保の改革の一環として水野忠邦による新たな幣制改革の構想によるものとされるが、上地令の公布を機に各方から猛烈な反発に逢い、老中の罷免に伴い約一年後の弘化元年9月13日（1844年10月24日）に天保金銀の鋳造が再開された。
また、表面に「庄」の極印が打たれたものが存在し、慶應4年5月20日（1868年7月9日）から同年6月15日（8月3日）までの期間に鶴岡藩（庄内藩）において、良質の天保一分銀を他領から流入する銀質の劣る安政一分銀と区別し増歩通用させるために、鶴岡および酒田において極印を打ったものとされ、庄内一分銀（しょうないいちぶぎん）と呼ばれる。打印数は酒田において30万両（推定）、鶴岡において13万両とされ、裏面の桜花額縁の右下側にY極印を打ったものが酒田製、左下側のものが鶴岡製と推定されているが資料による裏付けはなされていない。

## 安政一分銀

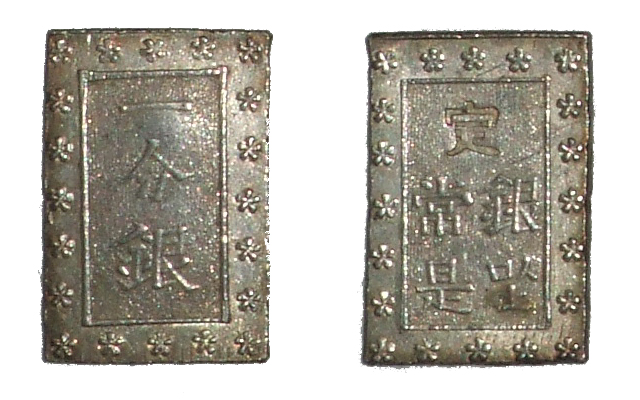
安政一分銀

日米和親条約締結により安政6年（1859年）に開港され、外国人大使の小判入手が目的の洋銀から一分銀への両替要求が急増し、貿易港周囲における市中の一分銀が払底したため、幕府に対し一分銀の増鋳が要求された。しかし一分銀の払底は解消されず、また、天保一分銀の銀品位は99%程度と高く、同量の90%程度の洋銀と交換したのでは幕府が損失を被るため、ハリスは、せめて洋銀を一分銀に改鋳して発行するよう提案し幕府もこれを受け入れ、同年8月13日（1859年9月9日）より洋銀と同品位の一分銀が通用開始されることになったただし、小判流出防止に対して何の効果をもたらすものではなかった。このとき発行されたのが安政一分銀（あんせいいちぶぎん）であり、古一分銀に対し新一分銀（しんいちぶぎん）とも呼ばれる。
裏面の「是」字の八画および九画が交差せず、側面の仕上げが鑢（やすり）目となっているものが多いが、周囲の桜花の逆打ちのものの位置から判断する方が確実である。

## 貨幣司一分銀

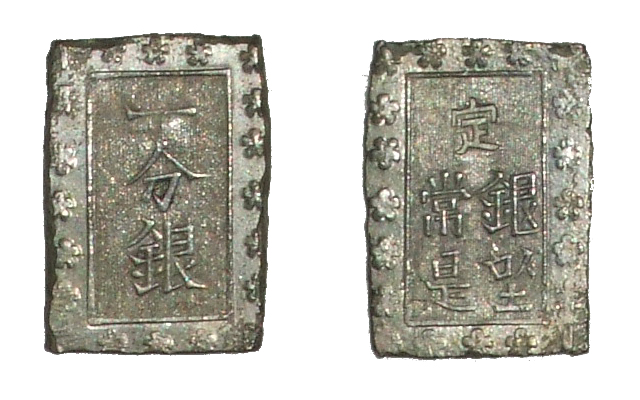
貨幣司一分銀

慶應4年4月17日（1868年5月9日）、維新政府は銀座を接収し、同月21日、太政官に設立された貨幣司（かへいし）は明治2年2月5日（1869年3月17日）までに銀座で旧幕府発行のものを踏襲した一分銀および一朱銀を鋳造した。
このときのものが貨幣司一分銀（かへいしいちぶぎん）と呼ばれるものである。裏面の「常」字の第一～三画までが「川」の字に近く、川常一分銀（かわつねいちぶぎん）とも呼ばれ、鋳造期間が明治に改元された後も続くことから明治一分銀（めいじいちぶぎん）とも呼ばれる。また従来の一分銀に対し一般的に質が劣り亜鉛を含むものがあり、亜鉛差一分銀（あえんさしいちぶぎん）と呼ばれることもある。ただし明治一分銀とされるものにも銀90%程度の良質なものも存在し、その詳細については不明である。
明治元年中、東京において300,508両2分、明治元年7月〜2年2月にかけて大阪長堀において766,325両が鋳造された。
「川常」であることまた逆の桜花の位置で安政一分銀と区別されるが、これも諸説あり現在のところ確定的でない。
二分判、一朱銀および天保通寳と同様に藩および民間による贋造が横行し、久留米藩では明治元年9月（1868年）から翌年6月までの間に3万両にも及ぶ鋳造を行ったとされる。
現存数が少ないことから、天保一分銀・安政一分銀に比べると現在の古銭市場での取引価格が高い。

## 一覧（鋳造開始・品位・量目・鋳造量）
| 名称                 | 鋳造開始                           | 分析品位(造幣局)          | 規定量目           | 鋳造量                         |
| -------------------- | ---------------------------------- | ------------------------- | ------------------ | ------------------------------ |
| 天保一分銀（古一分） | 天保8年-安政元年 （1837年-1854年） | 金0.21%/銀98.86%/雑0.93%  | 2.3匁 (8.62グラム) | 19,729,139両 （78,916,556枚）  |
| 安政一分銀（新一分） | 安政6年-明治元年 （1859年-1868年） | 金0.07%/銀89.36%/雑10.57% | 2.3匁 (8.62グラム) | 25,471,150両 （101,884,600枚） |
| 貨幣司一分銀（川常） | 明治元年-2年 （1868年-1869年）     | 金0.09%/銀80.66%/雑19.25% | 2.3匁 (8.62グラム) | 1,066,833両2分 （4,267,334枚） |

## 地方貨幣
地方貨幣で一分の額面を持つ、または一分通用を想定した銀貨としては、秋田笹一分銀、秋田二匁封銀、会津一分銀判、加賀南鐐一分銀、但馬南鐐一分銀、美作一分銀などが挙げられる。